# Kaisa Sol Fagerland
Kaisa Sol Fagerland, född 22 juni 2008, är en norsk kortdistanslöpare.

## Karriär
Fagerland gjorde internationell mästerskapsdebut vid U18-EM 2024 i Banská Bystrica, där hon blev utslagen i försöksheatet på 200 meter med en tid på 25,28 sekunder. Fagerland var även en del av det norska laget som slutade på sjunde plats på 1 000 meter stafett med tiden 2.08,14. Följande år blev hon utslagen i semifinalen på 200 meter vid European Youth Olympic Festival 2025 i Skopje efter ett lopp på 24,75 sekunder samt var en del av det norska laget som blev utslagna i försöksheatet på 1 000 meter stafett med tiden 2.15,18. Vid U20-EM 2025 i Tammerfors var Fagerland en del av det norska laget i försöksheatet på 4×400 meter, men blev i finalen ersatt av Line Al-Saiddi.
Fagerland har blivit norsk mästare två gånger på 4×100 meter (2024, 2025) och två gånger på 4×400 meter (2024, 2025).

## Personliga rekord
- 200 meter: 24,29 s (+0,6 m/s), 20 juni 2025 i Lillehammer
  - 200 meter (inomhus): 24,72 s, 22 februari 2025 i Bærum